# Who's Been Sleeping in My Bed?
Who's Been Sleeping in My Bed? is een Amerikaanse filmkomedie in Technicolor uit 1963 onder regie van Daniel Mann. De film werd destijds in Nederland uitgebracht onder de titel Dokter weet het beter.

## Verhaal
Jason Steel is een televisiester die de held van de operatiekamer uitbeeldt in een tv-serie. Miljoenen kijkers volgens wekelijks zijn medische ingrepen en daarbij zijn het voornamelijk vrouwen die hem vereren. Dit tot groot ongenoegen van Melissa Morris, die op het punt staat om met hem in het huwelijksbootje te stappen. Jason spreekt regelmatig af met pokervrienden, wiens vrouwen ook een oogje op Jason hebben. Zo sluipt bij Melissa de nodige twijfel omtrent de echtelijke staat in zijn gemoed. Haar vriendin Stella Irving is vastberaden om Jason op het rechte pad te houden, al leiden haar pogingen slechts tot meer verwarring onder iedereen.

## Rolverdeling
| Acteur               | Personage          |
| -------------------- | ------------------ |
| Dean Martin          | Jason Steel        |
| Elizabeth Montgomery | Melissa Morris     |
| Elliot Reid          | Tom Edwards        |
| Carol Burnett        | Stella Irving      |
| Martin Balsam        | Sanford Kaufman    |
| Jill St. John        | Toby Tobler        |
| Dianne Foster        | Mona Kaufman       |
| Richard Conte        | Leonard Ashley     |
| Macha Méril          | Jacqueline Edwards |
| Johnny Silver        | Charlie            |
| Louis Nye            | Harry Tobler       |
| Yoko Tani            | Isami Hiroti       |
| Jack Soo             | Yoshimi Hiroti     |

## Ontvangst
De film kreeg destijds overwegend positieve reacties van de Nederlandse pers. Recensent van het Algemeen Handelsblad omschreef de film als "een degelijk brok filmamusement, ver boven het peil van vele in massa vervaardigde filmgrappenmakerijen". Criticus van Het Parool had lof voor het spel van Carol Burnett en de regie van Daniel Mann, maar schreef dat "de intrige bepaald te dun voor het jasje dat hem wordt aangemeten" is.
In latere jaren werd de film echter afgeschreven als een vergeetachtige komedie. Carol Burnett grapte in een later interview dat ze had moeten worden genomineerd voor een prijs voor het slechtste optreden.